# Teisterbant
Le Teisterbant était un pagus de Lotharingie. Il était situé sur la Meuse, le Waal et le Rhin. Il était voisin de la Frise occidentale à l'ouest et au nord, du Maasgau et de la Toxandrie au sud et de la Betuwe à l'est. -Bant- est un élément germanique signifiant lien mais aussi zone (on peut faire le parallèle avec le latin zona qui signifie ceinture et a donné le mot zone), qu'on retrouve dans Ostrevent (ou Ostrevant), Brabant, Teisterbant, Caribant (ou Carembault), dans le nom de nombreux villages (Bant, Braibant, Swifterbant, etc) et des noms de famille (Stroobant).
Le traité de Meerssen (870) indique qu'à l'époque le Teisterbant constituait un comté et qu'il se trouvait dans la part de Louis le Germanique.
Au Xe siècle le Teisterbant fut rattaché aux possessions des descendants de Gérulf II. Waldger, son fils, y eut le comitatus jusque vers 944. Les Ansfrid, qui dominaient dans la Betuwe, acquirent probablement ensuite le Teisterbant.
À la fin du Xe siècle le comte de Teisterbant était Ansfrid.
Vers le commencement du XIe siècle, quand Ansfrid devint évêque d'Utrecht, un de ses cousins nommé Unroch devint comte du Teisterbant et de la Veluwe. Une notable portion du comté fut alors distraite en faveur de l'église d'Utrecht. C'est probablement cet Unroch à qui Adalbold II d'Utrecht (1010-1027) donna en bénéfice le comté de Germepi, presque contigu au Teisterbant.
Baldéric, qui était probablement un fils naturel d'Erenfridus, oncle de l'évêque Ansfrid, hérita ensuite du Teisterbant. Sa déchéance amena la dislocation du comté. Conrad II attribua à l'évêque d'Utrecht un comitatus dans le Teisterbant (avant 1057). En même temps les nouveaux comtes de Gueldre s'étaient implantés dans ce pays.
Un comte Évrard est aussi mentionné au XIe siècle. Ce dernier est peut-être le père d'Adèle, épouse d'Henri II de Louvain. Cette union expliquerait les prétentions des comtes de Louvain sur la Veluwe, le Teisterbant et le Salland, ainsi que le fait qu'ils possédaient Orten (dans le Teisterbant, près de Bois-le-Duc).
En 1106 Godefroid Ier de Louvain reçut le marquisat d'Anvers, ce qui rattacha ses possessions du Brabant à celles du Teisterbant, de la Veluwe et du Salland.
Dès cette époque les prétentions rivales des Gueldre, d'Utrecht et du Brabant furent une source permanente de conflits ; les comtes de Gueldre occupaient Bommel, sur la rive gauche du Waal, tandis que les ducs de Brabant étaient maîtres de Tiel, sur la rive droite de ce fleuve (1199-1200).